# Marcel Lehoux
Marcel Lehoux (3. dubna 1889, Blois, Francie – 19. července 1936, Deauville, Francie) byl francouzský závodní jezdec a obchodník. Lehouxova národnost je často uváděna jako alžírská, protože většinu svého života strávil v tehdejší francouzské kolonii (Alžírsko bylo až do roku 1962 francouzskou kolonií). Za dobu své závodní kariéry vyhrál 12 závodů kategorie Grand Prix, všechny na automobilech Bugatti.

## Životopis
Lehoux se narodil do dobře situované rodiny Valentina Florenta Lehouxe (1863–1952) a Celestiny Victorine Dialandové (1862–1933). Vyrůstal od roku 1892 v tehdejší francouzské kolonii francouzské severní Afriky, v Alžíru. V dospělosti provozoval obchod s komponenty pro automobily, nákladní automobily a zemědělské stroje. Byl zakladatelem a majitelem velké obchodní společnosti. Součástí firmy byly také obrobna a brusírna. V podnikání se mu dařilo a poskytlo mu to finance nezbytné pro jeho vášeň závodního jezdce.
Lehoux, známý jako malý muž se lvím srdcem, se k závodění dostal v roce 1922 ve věku 33 let, poté, co získal značné osobní jmění provozováním úspěšného obchodního podniku v Alžírsku. To mu umožnilo věnovat se automobilovým závodům, ve kterých zaznamenal pozoruhodné úspěchy. Závodil s vozy Bugatti, Alfa Romeo, Maserati a ERA.
V roce 1932 "objevil" dalšího nadějného "Alžířana", mladého Guye Molla. Lehoux byl přesvědčen o Mollově talentu a zapůjčil Mollovi své Bugatti T35C. Moll a Lehoux poprvé společně startovali v roce 1932 na 2. Grand Prix Oranie (24. dubna) a na 2. Grand Prix v Casablance (22. května).

## Závodní kariéra
Svou kariéru začal v závodech v "domovské" Africe. Netrvalo dlouho a byl uváděn jako jeden z nejúspěšnějších kontinentálních – jak se říkalo Evropanům – jezdců na regionální závodní scéně v severní Africe (Alžír, Maroko, Libye, Tunis). Lehoux začal závodit s Bugatti Brescia 1500 v roce 1922. V Maroku v roce 1924 ve věku 35 let vyhrál svůj první závod na Bugatti Type 30, Grand Prix Maroka na původním okruhu Anfa v Casablance.
V roce 1925 se zúčastnil pouze dvou závodů. Na Grand Prix Provance (1500cc) s Bugatti Type 22 nedojel a na Grand Prix v San Sebastianu sice dojel, ale nebyl na novém Bugatti Type 35A klasifikován pro malou ujetou vzdálenost. O rok později (1926) v Provance na stejném Bugatti sice vyhrál kvalifikaci, ale v závodě opět nebyl klasifikován pro malou ujetou vzdálenost. Umístil se až v roce 1927 na 9. místě při Grand Prix de Provance na okruhu Circuit de Miramas u Marseille. Startoval i na francouzském závodě Coupe Florio a s Bugatti obsadil 4. místo v kategorii do 2 l. V 12hodinovém závodě na okruhu Lasarte ve Španělsku vyhrál 27. června společně s Rostem kategorii sportovních vozů 1,5-2,0 l, když na voze Georges Irat Type 4A 11 HP ujeli 1204,1 km v průměrné rychlosti 100,3 km/h.

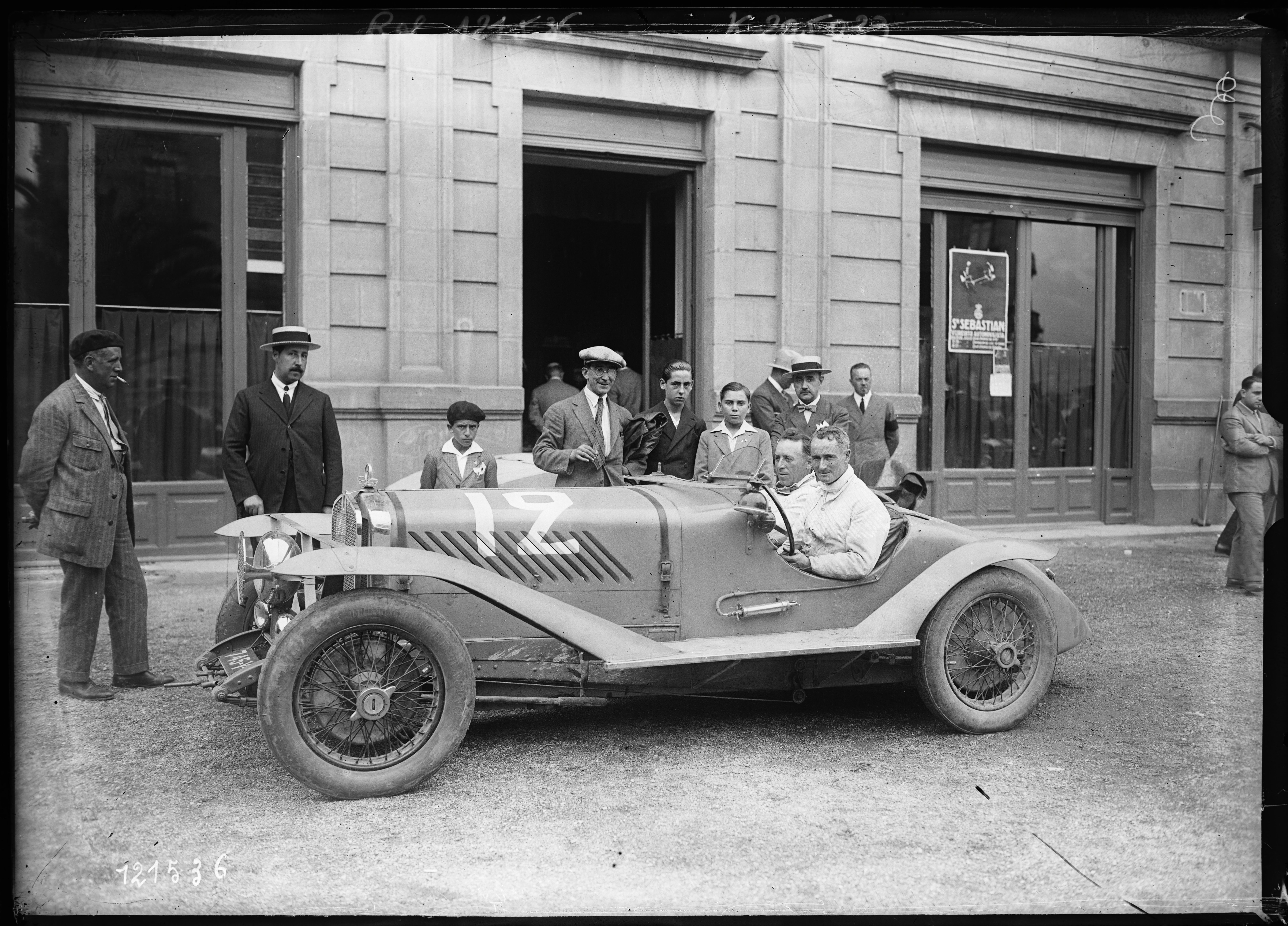
Marcel Lehoux a Maurice Rost (vůz Georges Irat Type 4A/3, 11 HP) na Grand Prix de Guipuzcoa (12hodinový závod) na okruhu Lasarte ve Španělsku (1927)

Rok 1928 zahájil 15. dubna na Grand Prix Maroka, kde svedl velký souboj s pozdějším vítězem E. Meyerem. Závod se nejel na okruhu, ale na soutěžní trati dlouhé 709,7 km. Lehoux 60 km před cílem byl nucen pro poruchu vozu vzdát. Vyhrál však 6. května 1928 Grand Prix Alžírska a 3. června 1928 Grand Prix Tunisu (okruh Bardo), obě na novém, závodním Bugatti Type 35C (kompresorem Roots přeplňovaný typ 35C o zdvihovém objemu 1991 cm³ disponoval výkonem 125 k). V obou závodech zajel i nejrychlejší kola. V Alžíru 116,8 km/h a v Tunisu 124,5 km/h. Ve Španělsku na Velké ceně San Sebastianu, která se jela na okruhu Circuito de Lasarte 25. července, obsadil 3. místo za Louisem Chironem a Robertem Benoistem (všichni na Bugatti T35C).
Sezónu v roce 1929 zahájil 7. dubna na Velké ceně Alžírska (okruh Staouéli Circuit). S Bugatti T35C po startu ve 14:00 Lehoux vyrazil jako vichřice a jeho protivníci ho následovali. Po více než třech hodinách závod skončil pro Lehouxe vítězně, o 25 minut před Cloîtrem, Jacquinem a Desvauxem. Marcel Lehoux zajel v 10. kole nejrychlejší kolo závodu za 3:30,0 min (123,4 km/h) a závod na 50 kol (360 km) ukončil v průměrné rychlosti 118,04 km/h. Na Grand Prix Monaka (o týden později) nedojel pro poruchu vozu hned v úvodu závodu. Na Velké ceně Marny (Reims-Gueux, 7. července) dojel po 400 km dlouhém závodě za Philippem Etancelinem a Juanem Zanellim na 3. místě. V San Sebastiánu (Circuito de Lasarte, 25. července) dojel opět na 3. místě za vítězným Chironem, ale to už startoval na novém Bugatti T35B (kompresorem Roots přeplňovaný typ 35B o zdvihovém objemu 2262 cm³ disponoval výkonem 140 k). V Grand Prix du Comminges (Saint-Gaudens, 18. srpna) na Bugatti 35C nedojel, ale zaznamenal alespoň nejrychlejší kolo závodu průměrnou rychlostí 141,02 km/h. Sezónu ukončil 17. listopadu slušným 2. místem na okruhu Bardo při Grand Prix Tunisu. Závod vyhrál o 22 vteřin Gastone Brilli Peri na Alfa Romeo P2. Lehoux zaznamenal i vítězství v 17 km dlouhém závodu do vrchu Peyresourde u Saint Gaudens, to bylo 16. srpna a Lehoux mimo kategorie závodních vozů do 3,0 l zvítězil i v absolutním pořadí závodu. Dosáhl nejlepšího času dne a překonal traťový rekord, který doposud držel Chiron.

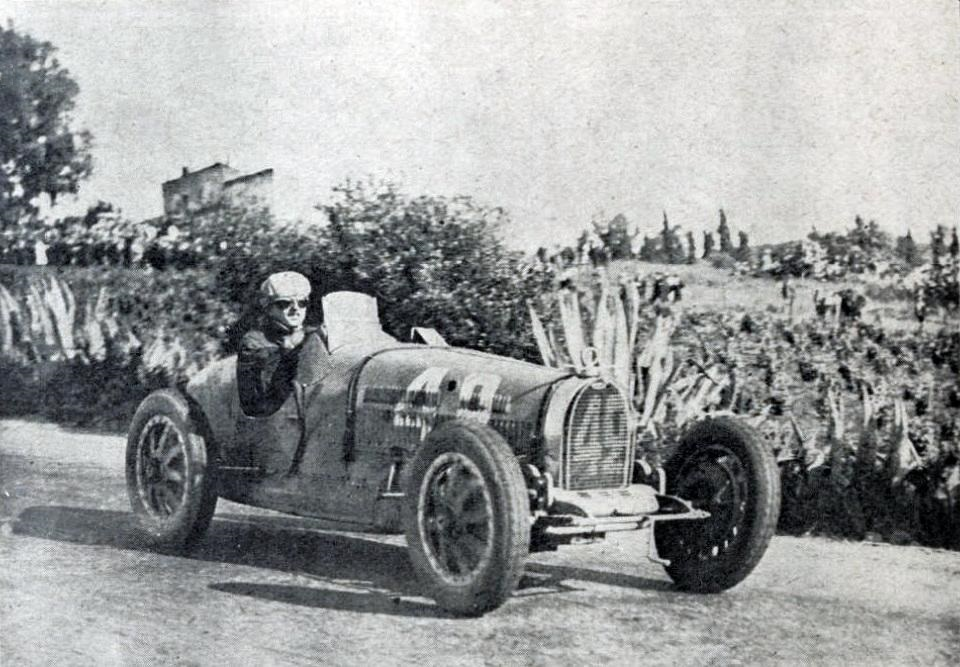
Marcel Lehoux na Bugatti T35C v 8hodinovém závodu sportovních vozů na okruhu Staoueli v Maroku 1930

V roce 1930 se Marcel Lehoux zúčastnil 13 závodech typu Grand Prix. Velká cena Maroka se 21. dubna opět jela jako soutěž o délce závodu 709,5 km ve formě handicapu. Podle tohoto hodnocení zvítězil Charlech Bénitah na Amilcaru 1,1 l průměrnou rychlostí 111,7 km/h, ale druhý v handicapovém pořadí Lehoux na Bugatti T35C překonal traťový rekord průměrnou rychlostí 149,1 km/h. Ve Velké ceně Alžíru 11. května obsadil s Bugatti T35B opět 2. místo za Etancelinem. O týden později zvítězil ve Velké ceně Bugatti, která se toho roku jela v Alžíru na okruhu Staouéli na 302,4 km. Závod vyhrazený pouze vozům Bugatti ovládl Lehoux v čase 2:25:06 h a v průměrné rychlosti 124,5 km/h. V Alžíru vyhrál i 8h závod sportovních vozů. Ale ve většině dalších závodů se mu nedařilo a v osmi z nich nedojel do cíle. Pouze v 6. Grand Prix de la Marne na okruhu Reims-Gueux (29. června, Velká cena Remeše) obsadil na Bugatti T35B 2. místo za René Dreyfusem a 20. července zvítězil 2. Grand Prix de Dieppe zvítězil. Lehoux po výborném startu ovládl závod, když ve třech kolech za sebou zajel nejrychlejší kola: 4:02 min (119,9 km/h) v 5. kole, 4:01 min (120,3 km/h) v 6. kole a 3:59 min (121,4 km/h) v 7. kole. Daleko za ním se o druhé místo sváděl tvrdý boj mezi du Pougetem, Fournym, Dreyfusem, "Sabipou" a Etancelinem. Lehoux dále zlepšil své časy na kolo, když zajel kolo 3:57 min (122,4 km/h) a následně za 3:55 min (123,5 km/h). Ve finále čas v posledním 36. kole snížil na 3:50,6 min, tj. na 125,8 km/h. Zvítězil o 2,5 minuty před Maxem Fournym na Bugatti T35C. V závodech do vrchu vyhrál 25. května závod Constantine Climb (Alžír) a 27. července v Le Havre, 13. srpna Col de Peyressourde (Luchon).
V roce 1931 se poprvé uskutečnilo Mistrovství Evropy jezdců Grand Prix, které uspořádala asociace AIACR (nyní FIA). Do tohoto mistrovství se započítávaly 3 Grand Prix. V závodech mistrovství Evropy (Itálie, Francie a Belgie) vzhledem k délce závodu startovali vždy s jedním vozem 2 jezdci, proto se spojil s Etancelinem. Dva závody však nedokončili a v Belgii nestartovali, ale podle ujeté vzdálenosti byli Lehoux/Étancelin klasifikováni na 24. místě. Celkem v tomto roce absolvoval 14 Velkých cen. Na 7. Grand Prix de la Marne (okruh Reims-Gueux) 7. července 1931 vylepšil své loňské druhé místo a na Bugatti T51 zvítězil před Dreyfusem a Czaykowskim. Ještě předtím, o měsíc dříve, zvítězil i na I. Grand Prix Ženevy. Na podium se ještě dostal na II. Circuit du Dauphiné u Grenoblu (2. místo, Bugatti T51) a pak vždy 3. místy, v GP Tunisu (Bugatti T35B), GP du Comminges a GP de La Baule (obě na Bugatti T51). Ještě na GP Monzy dojel na slušném 6. místě. V ostatních 7 Velkých cenách, vč. 2. Masarykova okruhu, nedojel do cíle. Přitom v Brně jezdil až do 6. kola (ze 17) na 2. místě za Chironem, ale potom nezvládl průjezd zatáčkou, kontaktoval chodník a zadní disk kola se mu rozlomil na kusy. U krajnice nasadil rezervní kolo, ale ztratil 19 minut a propadl se na 6. místo. Lehoux již 8. kolo nedokončil. Zajímavé pořadí (avšak zcela odlišné od výsledků ME) nejlepších 10 závodníků za rok 1931, kde Lehoux "obsadil" lichotivé 7. místo, sestavil renomovaný pařížský deník L'Auto takto: 1. Malcolm Campbell (Anglie), 2. Varzi (Itálie), 3. Chiron (Francie), 4. Campari (Itálie), 5. Wimille (Francie), 6. Nuvolari (Itálie), 7. Lehoux (Francie), 8. Fagioli (Itálie), 9. Étancelin (Francie), 10. Minoia (Itálie).

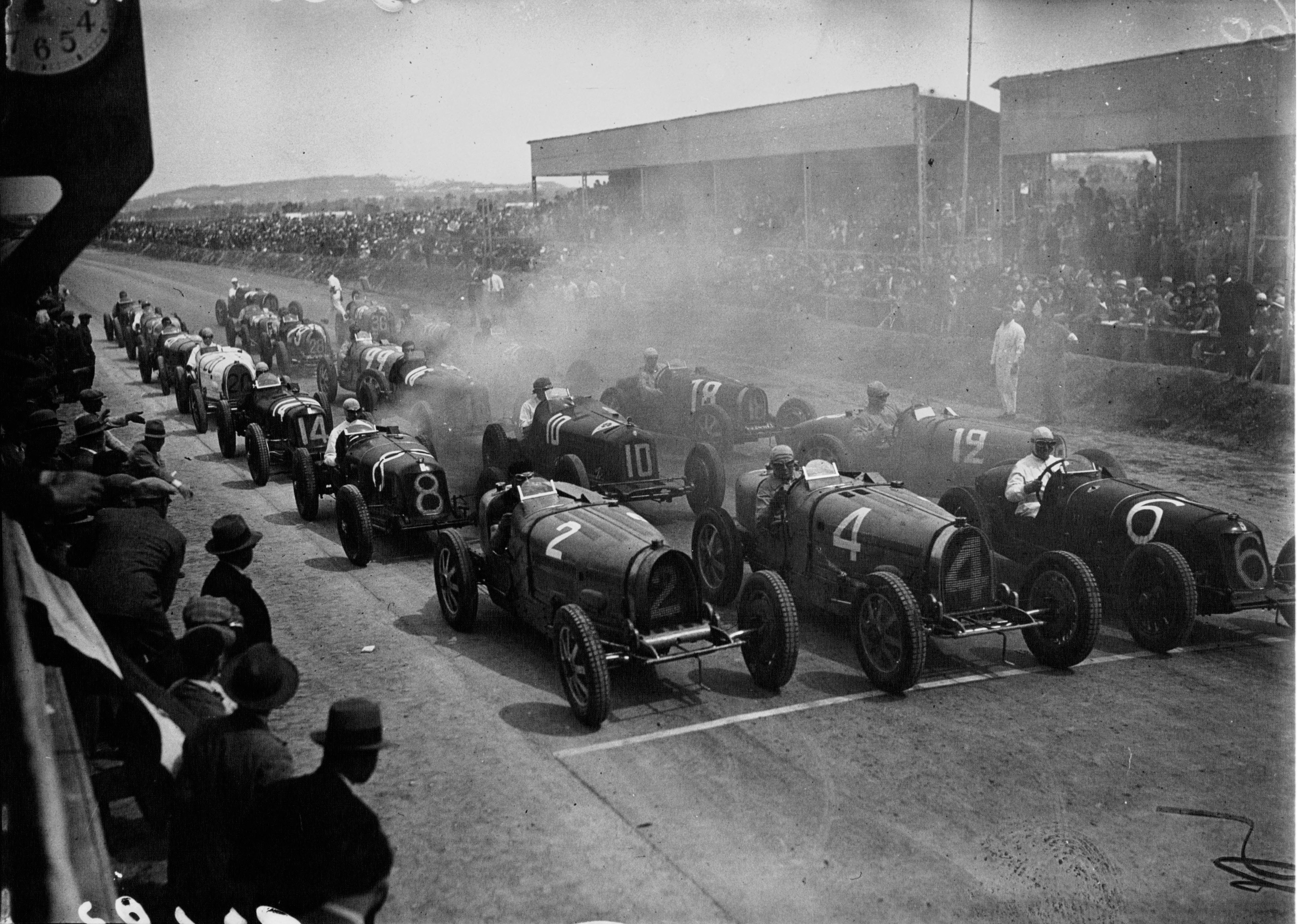
Start Grand Prix Tunisu. Marcel Lehoux na Bugatti Type 54 uprostřed 1. řady se st. č. 4 (1932)

O rok později (1932) se zúčastnil 14 Velkých cen, včetně 3 závodů mistrovství Evropy. Vyhrál 22. května na novém voze Bugatti T54 Velkou cenu Casablancy (Grand Prix Maroka), 3× dojel na 2. místě (Tunis, Lorraine/Lotrinsko a Comminges) a na IV. Grand Prix Monaka dojel jako 6, přestože v průběhu závodu opravoval přívod oleje. V ostatních 9 Velkých cenách, vč. 3. Masarykova okruhu, nedojel do cíle. Před Masarykovým okruhem se v Brně přezdívaný jako Lehoušek projel po trati v soukromém cestovním Wikovu 35, a když poznal stoupavost tohoto vozu, když viděl, jak normální Wikov akceleruje, nechtěl věřit, že je to jen čtyřválec o obsahu 1,73 litru. Vyjádřil se pochvalně: "C'est merveilleux, c'est vraiment merveilleux" (Je to úžasné, je to opravdu úžasné). V Mistrovství Evropy za rok 1932 (GP Itálie, Francie a Německa), přestože ani v jednom závodě nedojel, ale podle ujeté vzdálenosti obsadil v celkovém pořadí dělené 7. místo (společně s Giuseppem Camparim). To byl jeho nejlepší výsledek v evropském šampionátu.

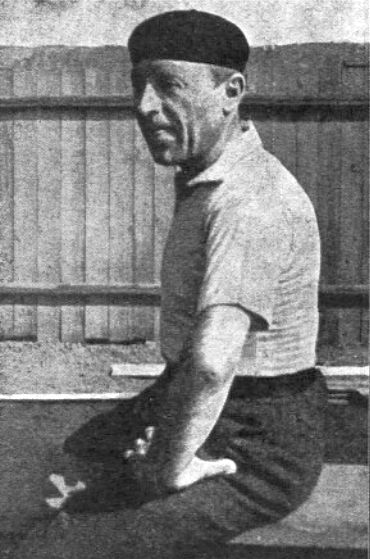
Marcel Lehoux, Masarykův okruh (1932)

V roce 1933, kdy končil jako soukromý jezdec na vozech Bugatti, byl pro něj z této éry (1922–1933) na počet vítězství v závodech nejúspěšnější. Vyhrál totiž další 3 Velké ceny (Pau, Dieppe a Monza), na 2. místě dojel v GP de La Baule, 3. v GP Piccardie, v GP de Penya Rhin (Montjuïc) a v GP Španělska (Lasarte u San Sebastianu). Dobrá umístění ještě zaznamenal v GP Belgie (4.), v GP Nice (5.), GP Itálie (4.) a GP Marseille (6.). Sezonu zahájil na Velké ceně Pau 19. února za velmi nepříznivých podmínek, kdy na začátku závodu padal těžký, mokrý sníh. Jeho "svěřenec" Guy Moll startující z vylosované pole position vedl závod až do 32. kola, kdy byl předstižen Lehouxem, který se ujal vedení a vítězně dokončil závod. V 25. kole přestalo sněžit. Krátce po 30. kole z 80 plánovaných předjel Lehoux Czaykowského a na okamžik byli "Alžířané" v závodě ve vedení, Moll před Lehouxem. Ihned poté v 32. kole však Moll zastavil v boxech a propadl se dozadu na třetí pozici. V děsivých podmínkách trvalo Mollovi dlouho, než si našel cestu kolem Czaykovského a předjel ho. Po 80. kolech zvítězil Lehoux o minutu před Mollem. Ve Velké ceně Piccardie (21. května) obsadil 3. místo za dvěma vozy Alfa Romeo Tipo B/P3 (Étancelin, Sommer). Tento závod byl poznamenám tragickými nehodami Louise Trintignanta a Guye Bouriata. V tříhodinové Velké ceně Dieppe automobilů (16. července) Lehouxovo soukromé Bugatti porazilo tovární tým (Dreyfus, Grover-Williams), od startu z 1. řady si Lehoux držel celkové vedení, lehce kontroloval pole a nedával soupeřům žádnou možnost k předjetí. Marcel Lehoux zvítězil v průměrné rychlosti 129,2 km/h a zajel i nejrychlejší kolo závodu za 3:42,0 min, tj. 130,5 km/h.
Závody Grand Prix jsou protkány několika tragickými dny. K těmto dnům nepochybně patří 10. září 1933, kdy v Monze přišli o život tři přední jezdci Guiseppe Campari, Baconin Borzacchini a Stanisław Czaykowski. Toho dne se jely dva závody: Grand Prix Itálie a Grand Prix Monzy. Lehouxovo 4. místo v GP Itálie a vítězství v Gran Premio di Monza bylo zkalenou těmito tragickými nehodami. Jako obvykle jedna z mála Velkých cen, kde nedojel do cíle, byl 4. Masarykův okruh. Lehoux po 4. kole zastavil v boxech s porouchanou převodovou skříní a jeho 3. místo převzal "krajan" Moll. V Brně Lehoux startoval v letech 1931-3 a ani jednou se mu nepoštěstilo dojet do cíle.
V sezoně se účastnil s Bugatti T51 i několika závodů do vrchu. V závodě Val de Cuech (Salon-de-Provence, 4,25 km) 30. dubna zvítězil v traťovém rekordu a začátkem května vyhrál do vrchu Bellevue (Moulins u Avignonu) a 14. května závod do vrchu Alpilles u Saint Rémy de Provence, kde opět vytvořil traťový rekord. V roce 1933 nebylo Mistrovství Evropy jezdců asociací AIACR vypsáno. V neoficiálním pořadí stanoveném podle výsledků hlavních 15 Velkých cen sezony obsadil Marcel Lehoux lichotivé 6. místo.

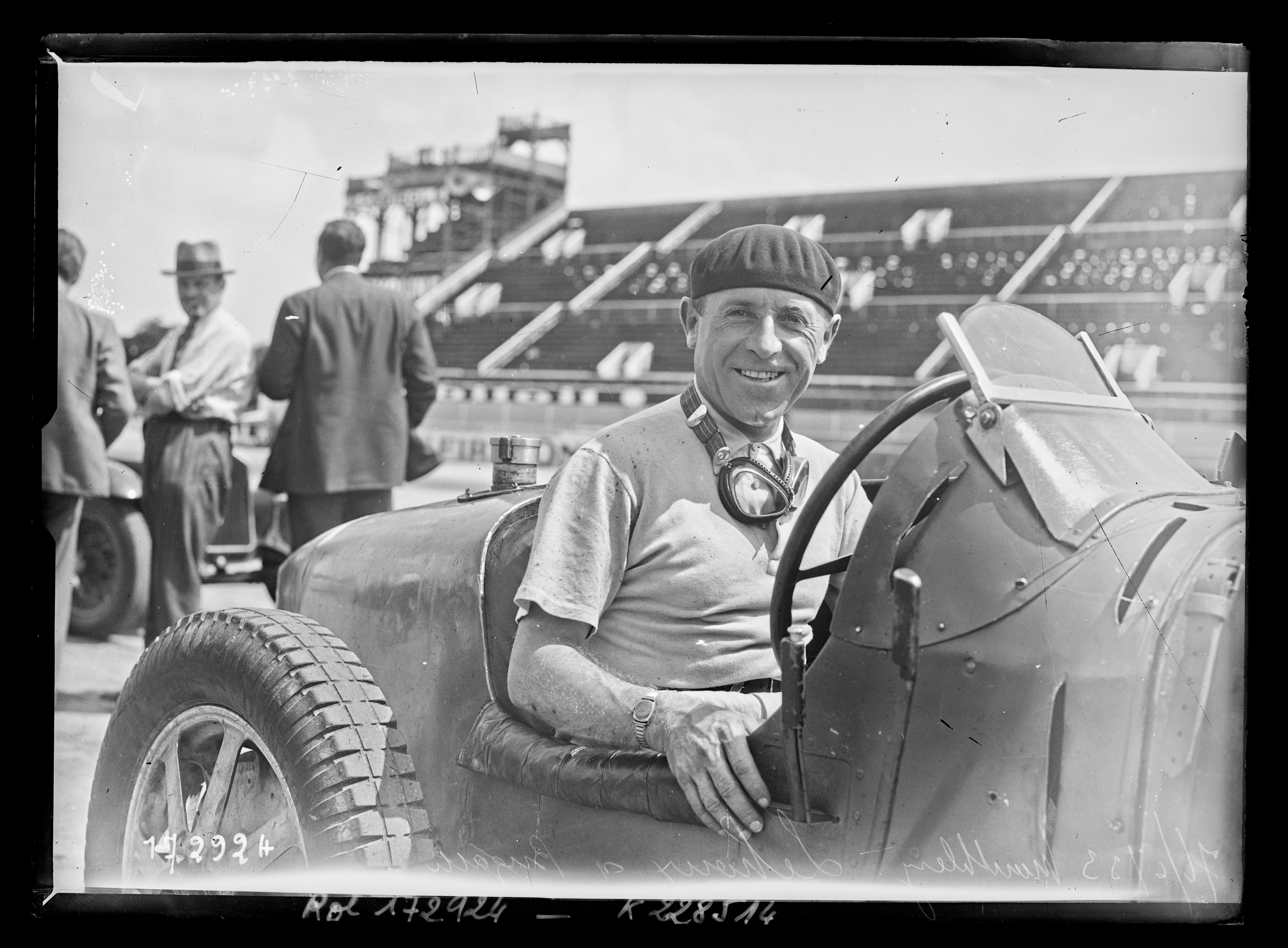
Grand Prix de l'A.C.F. Montlhéry, Lehoux na Bugatti T 51 (1933)

Především za svoje výkony v posledních dvou letech dostal nabídku od Enza Ferrariho závodit za tým Scuderia Ferrari s novým vozem Alfa Romeo Tipo B/P3. V roce 1934 se tam mimo Marcela Lehouxe sešel tehdejší výkvět jezdců včetně veteránských es Achille Varziho a Louise Chirona, senzačního nového špičkového jezdce Guye Molla a hraběte Carlo Felice Trossiho. Do prvního závodu sezony 2. dubna v Monte Carlu nasadila stáj 5 vozů Alfa Romeo Tipo B/P3 (Chiron, Lehoux, Varzi, Trossi a Moll). Lehoux jel na verzi se slabším motorem 2,6 l a obsadil 4. místo. Při GP Maroka na okruhu Anfa u Casablancy dojel na 3. místě a toto 3. místo zopakoval na okruhu Montjuïc v 5. GP de Penya Rhin. To už jel na silnější verzi s motorem o zdvihovém objemu 2,9 l. Zde vozy Alfa Romeo kompletně obsadily stupně vítězů v pořadí jezdců Varzi, Chiron a Lehoux. V I. GP Vichy dojel jako 5. a hned o týden později (22. července) docílil nejlepšího výsledku sezony v VI. GP Dieppe, kde dojel na 2. místě za Philippem Etancelinem na Maserati 8CM. Po nedojetí v GP Comminges (26. srpna), přestože zajel nejrychlejší kolo závodu rychlostí 157,8 km/h, se Lehoux s týmem Scuderia Ferrari rozloučil. V posledních 2 závodech sezony, kde startoval, jel již na voze Maserati 8CM. V prvém závodě za tým Whitney Straight Ltd. ve Velké ceně Španělska dojel na 8. místě, ale v dalším závodě (GP Alžíru) nedojel.
Rok 1935 zahájil Lehoux jako soukromý řidič a odjel jeden závod na svém Bugatti T51 (GP Pau nedokončil) a potom k 5 závodům byl přihlášen s francouzským vozem SEFAC (Société d'Etude et de Fabrication d'Automobile de Corse). To byla francouzskou vládou podporovaná společnost dle německého vzoru se státní podporou stříbrných šípů Mercedes-Benz a Auto Union. Vůz měl osmiválcový, řadový motor o zdvihovém objemu 2771 cm³ s kompresorem a slabším výkonu 184 kW/250 k, ale ani jeden závod neabsolvoval, protože vůz nebyl konkurenceschopný. Posledním pokusem byla snaha o účast na GP Francie (23. června), kde Lehoux absolvoval dvě tréninková kola, ale měl problémy s motorem, údajně potíže s dodávkou paliva. Do závodu nenastoupil. Od poloviny sezony jezdil za soukromý tým hraběte Josého de Villapadierna na Maserati 8CM, hned v prvním startu 30. června v tříhodinovém závodu v Nancy obsadil pěkné 4. místo a o týden později dojel při XI. Grand Prix de La Marne rovněž na 4. místě. V Grand Prix Belgie ve Spa-Francorchamps závodě, který se započítával do mistrovství Evropy 1935, obsadil bodované 6. místo. Úspěšný závod s Maserati 6C-34 (šestiválcový motor 3 724 cm³ s kompresorem Roots o výkonu 194 kW/260 k) absolvoval 11. srpna při závodě do vrchu Eymoutiers (Limoges), který vyhrál. Ve Velké ceně Španělska za stáj Scuderia Subalpina na Maserati 6C-34 byl 22. září klasifikován na 8. místě. To byl jeho poslední dokončený závod s Maserati. V mistrovství Evropy 1935 obsadil celkově 17. místo.
Rok 1936 zahájil stejně jako před rokem. Na soukromém Bugatti T51 při Velké ceně Pau. Měl sice startovat jako tovární jezdec na novém dvoulitrovém voze ERA (English Racing Automobiles Ltd.), ale vůz nebyl včas dohotoven. I na letitém Bugatti T51 zajel velmi dobrý závod a obsadil 3. místo na stupních vítězů. Ani pro závod v Monte Carlu nebyl vůz ERA připraven, proto Lehoux startoval o 2 dny dříve v kategorii Voiturette (do 1,5 l) v závodě O pohár prince Rainiera. Na typu ERA B (šestiválec 1,5 l) dojel na 2. místě za princem Birou, který jel na stejném typu. Potom se s tímto vozem zúčastnil ještě 4 závodů, z nichž nejlépe dojel 14. června na XIV. ročníku závodu Eifelrennen na Nürburgringu, kde obsadil 4. místo. Poprvé s dvoulitrovým vozem ERA osazeným kompresorem Zoller startoval na I. Grand Prix de Deauville 19. července 1936.

## Smrtelná nehoda

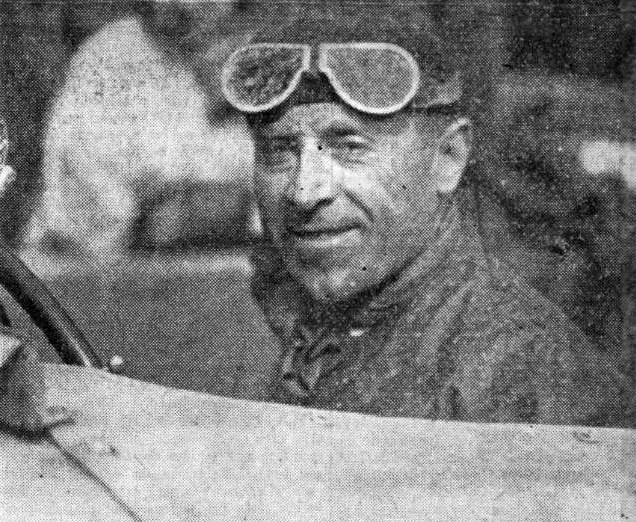
Marcel Lehoux před Grand Prix de Deauville 1936

První Grand Prix Deauville se 19. července 1936 ukázala jako tragický závod se dvěma smrtelnými zraněními. První Deauville Grand Prix organizoval Automobile Club l'Ouest, který také organizoval Grand Prix Dieppe, 100 km severovýchodně od Deauville, od roku 1929 do roku 1935 spolu s pařížskými novinami Le Matin. Kromě Pau to byla jediná Grand Prix ve Francii, která se v roce 1936 jela jako závod kategorie Grand Prix. Lehoux nastoupil za tovární tým ERA, který do závodu vyslal jediný vůz (ERA R3B) s objemem motoru zvýšeným na 2 litry.
Do závodu na 100 kol/371,2 km nejlépe odstartoval Farina, následovaný Lehouxem, Sommerem, de Villapadiernou, Wimillem a Dreyfusem. Albert "Raymond" Chambost (Maserati 8CM), který jel více méně na chvostu pole, ztratil kontrolu nad svým vozem ve Virages des Dunes a převrátil se. Sanitka odvezla Chambosta do místní nemocnice. Zdálo se, jak tvrdily první zvěsti, že byl jen lehce zraněn. Řidič však utrpěl frakturu lebky, na kterou o tři dny později zemřel.
V polovině závodu po 50. kole vedl Farina před Wimillem a Lehouxem. V 61. kole se Farina snažil na Courbe des Bains Lehouxe předjet o kolo. Farina již byl téměř vpředu, když Lehoux uhnul doleva. Farina prudce zabrzdil, ale jeho přední kolo se dotklo Lehouxova zadního kola. Obě auta se roztočila a převalovala se v oblacích prachu. Lehouxova ERA začala hořet. Oba řidiči byli vyhozeni z aut a Lehoux utrpěl smrtelnou zlomeninu lebky. Záchranka okamžitě vyjela na místo nehody, kam už přispěchali diváci. Oba jezdci byli okamžitě převezeni do nemocnice v Deauville, kde byl Lehoux prohlášen za mrtvého. Farina měl těžké modřiny, řezné rány a lehké poranění hlavy, ale žádná vnitřní zranění ani zlomeniny kostí. Po několika dnech mohl nemocnici Saint'Francois opustit.

## Vítězné závody Grand Prix
| Rok  | Grand Prix             | Místo           | Typ vozu        |
| ---- | ---------------------- | --------------- | --------------- |
| 1924 | Grand Prix Maroka      | Anfa/Casablanca | Bugatti Type 30 |
| 1928 | Grand Prix Alžíru      | Staouéli        | Bugatti Type 35 |
| 1928 | Grand Prix Tunis       | Carthage        | Bugatti Type 35 |
| 1929 | Grand Prix Alžíru      | Staouéli        | Bugatti Type 35 |
| 1930 | Grand Prix Bugatti     | Staouéli        | Bugatti Type 35 |
| 1930 | Grand Prix Dieppe      | Dieppe          | Bugatti Type 35 |
| 1931 | Grand Prix Ženevy      | Geneva          | Bugatti Type 51 |
| 1931 | Grand Prix de la Marne | Reims           | Bugatti Type 51 |
| 1932 | Grand Prix Maroka      | Anfa/Casablanca | Bugatti Type 54 |
| 1933 | Grand Prix Pau         | Pau             | Bugatti Type 51 |
| 1933 | Grand Prix Dieppe      | Dieppe          | Bugatti Type 51 |
| 1933 | Grand Prix Monzy       | Monza           | Bugatti Type 51 |

## Kompletní výsledky v Mistrovství Evropy AIACR
| Legenda k tabulce | Legenda k tabulce                                                                       |
| Barva             | Výsledek                                                                                |
| ----------------- | --------------------------------------------------------------------------------------- |
| Zlatá             | Vítěz                                                                                   |
| Stříbrná          | 2. místo                                                                                |
| Bronzová          | 3. místo                                                                                |
| Zelená            | Bodované umístění                                                                       |
| Modrá             | Nebodované umístění                                                                     |
| Modrá             | Dokončil neklasifikován (NC)                                                            |
| Fialová           | Odstoupil (Ret)                                                                         |
| Červená           | Nekvalifikoval se (DNQ)                                                                 |
| Červená           | Nepředkvalifikoval se (DNPQ)                                                            |
| Černá             | Diskvalifikován (DSQ)                                                                   |
| Bílá              | Nestartoval (DNS)                                                                       |
| Bílá              | Závod zrušen (C)                                                                        |
| Světle modrá      | Pouze trénoval (PO)                                                                     |
| Světle modrá      | Páteční testovací jezdec (TD)                                                           |
| Bez barvy         | Netrénoval (DNP)                                                                        |
| Bez barvy         | Vyřazen (EX)                                                                            |
| Bez barvy         | Nepřijel (DNA)                                                                          |
| Bez barvy         | Odvolal účast (WD)                                                                      |
| Bez barvy         | Nezúčastnil se (prázdné)                                                                |
| Označení          | Význam                                                                                  |
| Tučnost           | Pole position                                                                           |
| Kurzíva           | Nejrychlejší kolo                                                                       |
| †                 | Jezdec nedojel do cíle, ale byl klasifikován, protože odjel více než 90 % délky závodu. |
| ‡                 | Byl udělován poloviční počet bodů, protože bylo odjeto méně než 75 % délky závodu.      |
| Horní index       | Umístění bodujících jezdců ve sprintu                                                   |

| Rok  | Stáj                   | Vůz            | Motor           | 1       | 2       | 3       | 4       | 5       | 6       | 7     | Pořadí | Body |
| ---- | ---------------------- | -------------- | --------------- | ------- | ------- | ------- | ------- | ------- | ------- | ----- | ------ | ---- |
| 1931 | M. Lehoux              | Bugatti T51    | Bugatti 2.3 R8  | ITA Ret | FRA Ret | BEL DNA |         |         |         |       | 24.    | 21   |
| 1932 | M. Lehoux              | Bugatti T51    | Bugatti 2.3 R8  | ITA Ret |         | GER Ret |         |         |         |       | 7.     | 16   |
| 1932 | M. Lehoux              | Bugatti T54    | Bugatti 5.0 R8  |         | FRA Ret |         |         |         |         |       | 7.     | 16   |
| 1935 | Scuderia Villapadierna | Maserati 8CM   | Maserati 3.0 R8 | MON DNA | FRA DNA | BEL 6   | GER DNA | SUI DNA | ITA DNA |       | 17.    | 48   |
| 1935 | Scuderia Subalpina     | Maserati 6C-34 | Maserati 3.7 R6 |         |         |         |         |         |         | ESP 8 | 17.    | 48   |